# Frisona
La vacca frisona o holstein è una razza bovina, la più allevata nel mondo con le diverse sottorazze. 
In Italia può a volte essere chiamata "frisona italiana" e comprendere la "discendenza/ceppo" italiana.
È una razza avente una sola attitudine, ovvero quella da latte che negli anni è sempre stata migliorata fino a raggiungere un'altissima produzione di latte in buone condizioni di vita e con una giusta alimentazione.
Come tutte le razze da latte viene definita di tipo dolicomorfo perché ha una struttura morfologica lunga e sottile (longilinea), a livello respiratorio è una razza iperossidativa, ha una respirazione veloce e un carattere frenetico.

## Origine geografica
La razza frisona è originaria della regione della Frisia, a cavallo tra i Paesi Bassi e la Germania. 
La zona è particolarmente adatta all'allevamento bovino da latte, grazie al clima mite, che consente la crescita dei prati e più in generale delle piante per il foraggio durante la maggior parte dell'anno. 
Solitamente in questa zona il sistema di allevamento è semi-intensivo (sistema di allevamento in stalla e in prato quando il tempo lo permette che permette maggiori produzioni con un alto livello di benessere animale) e gli animali sono portati dalle stalle ai prati e viceversa.

## Caratteristiche
Sin dalle origini l'aspetto esterno di questi animali è stato proporzionato e forte, con buone dimensioni, soprattutto nell'addome. Il carattere è vivace, ma nervoso. 
Caratteristica della razza è la presenza di macchie bianche e nere che si alternano sul pelo e in alcuni casi possono essere macchie rosse sul manto bianco. Solitamente sono nettamente delineate le une rispetto alle altre con delle linee violacee a seconda del colore delle macchie.

## Storia
I pregevoli risultati ottenuti dal bestiame olandese sono storicamente ascrivibili all'utilizzo di tori miglioratori o preferent, individuati sin dal 1910 tramite progeny test o confronto madri figlie.
La frisona olandese approdò negli Stati Uniti nel 1621 al seguito dei coloni olandesi ma fu sterminata da una epidemia di pleuropolmonite.
Le importazioni ripresero nella seconda metà del 1800 e continuarono creando una base genetica di circa 8.000 soggetti su cui si basa la selezione del ceppo americano di frisona chiamato Holstein Friesian.
La selezione Holstein prevede inizialmente la creazione di un animale fortemente lattifero e successivamente, prende in considerazione anche l'aspetto della longevità funzionale, curando arti e piedi, mammella e fertilità.
Altri ceppi locali Holstein sono: la frisona austriaca, la frisona canadese, la frisona finnica, la frisona francese, la frisona inglese, la frisona israeliana, la frisona olandese, la frisona svedese, la frisona svizzera, la frisona tedesca. La frisona italiana in realtà è una popolazione geneticamente eterogenea, derivata da selezioni differenziate nelle varie regioni

## Caratteristiche morfologiche
La valutazione morfologica viene espressa per tutte le femmine che abbiano partorito e per i maschi di oltre 18 mesi. La lunghezza media della gravidanza è di 287 giorni.

### Vacca
- Mantello: pezzato nero o pezzato rosso.
- Statura: alta, meglio se al garrese una vacca adulta misura più di 155 cm.
- Testa: espressiva, proporzionata, distinta e vigorosa, profilo superiore rettilineo; occhi vivaci, orecchie molto mobili, narici larghe e musello ampio e forti mascelle.
- Anteriore: armonico collo allungato, sottile e ricco di pliche cutanee; garrese ben serrato, pronunciato e affilato; spalle fuse con il collo;
- Petto forte e ampio.
- Arti anteriori in appiombo e ben distanziati.
- Piedi forti e con alta suola.
- Linea dorsale rettilinea con lombi larghi e forti.
- Groppa lunga e livellata, meglio se pendente verso gli ischi; coda piuttosto sottile.
- Arti posteriori in appiombo, forti e asciutti; piedi forti, ben serrati con suola alta, pastoie forti.
- Natiche con profilo rettilineo;
- Garretti larghi e piatti, cioè puliti.
- Mammella saldamente attaccata, vene addominali prominenti e tortuose, vene mammarie molto ramificate non troppo grosse e ramificate, tessuto spugnoso ed elastico. Legamento sospensorio mediano forte che divide nettamente la mammella in due parti uguali. Capezzoli perpendicolari al suolo, di giuste dimensioni (circa 6 cm), inseriti al centro di ciascun quarto.
- Peso femmina adulta: 650 - 750 kg
- Altezza femmina adulta: 130 - 150 cm
- produzione lattea annua al 2007: 8000 - 10000 kg
- produzione lattea annua al 2011: 9190 kg
- produzione lattea annua al 2013: 9293 kg (25,5 kg al giorno)

### Toro
Le caratteristiche morfologiche sono uguali per quanto riguarda il mantello, ecc., con ovvio riguardo alla mascolinità che si riflette in una maggior mole ed in una maggiore potenza di ogni singola parte.
- Peso (maschio adulto): 1.200 - 1.300 kg
- Altezza (maschio adulto): 138 - 155 cm

### Vitello

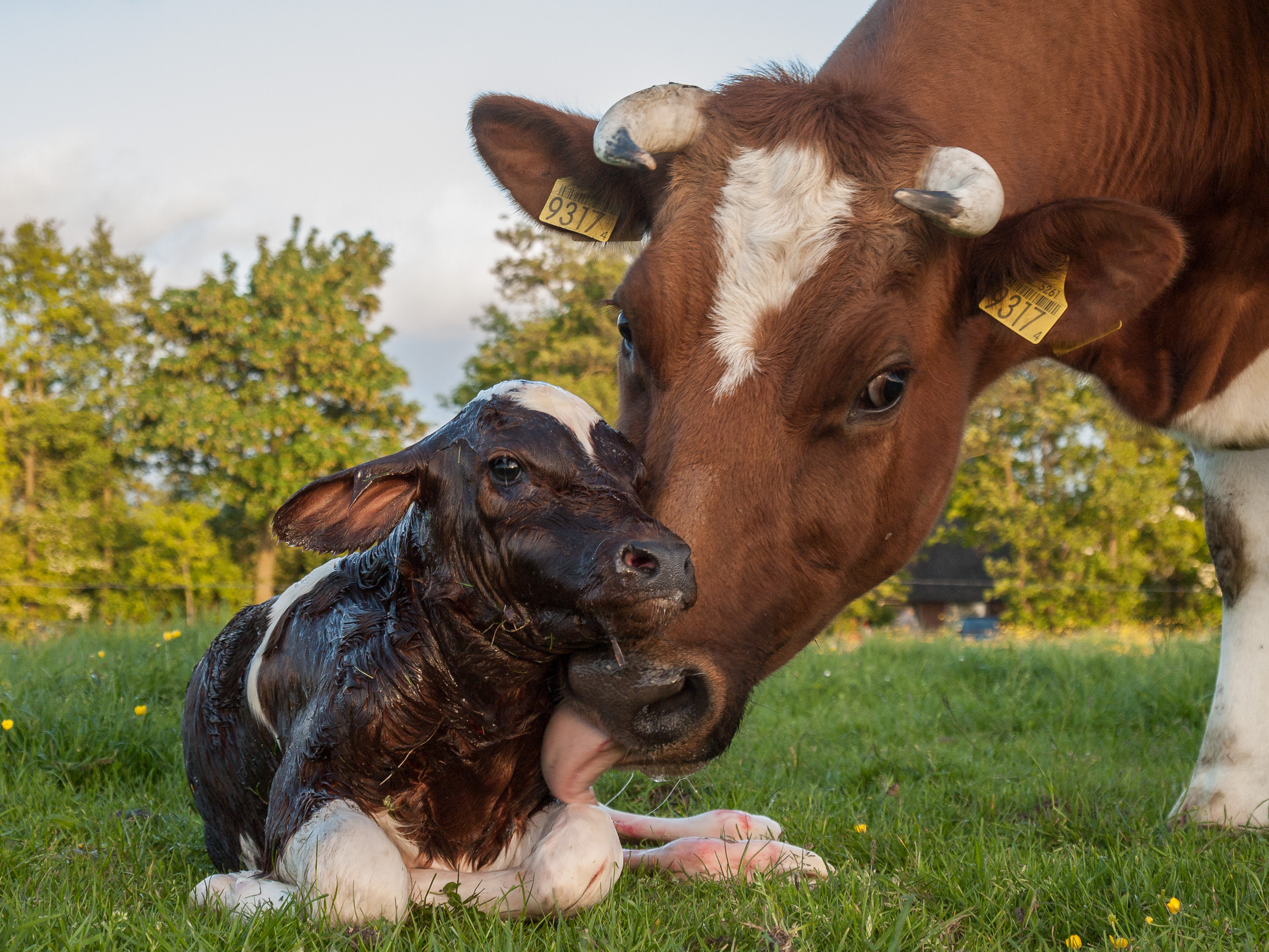
Vitellino di frisona rossa e bianca

- alla nascita peso variabile dai 40 kg fino a oltre 55 nei maschi. Nei primi 3 mesi di vita hanno un accrescimento sostenuto, sia in altezza che in peso, pari a 2 millimetri e quasi 900 grammi al giorno. I vitelli di razza frisona hanno l'apparato digerente simile ai mono gastrici fino a circa 50 giorni di vita, per poi sviluppare il rumine e cominciare a ricavare energia dai foraggi. Sono tipicamente di carne bianca fino al periodo in cui smettono di assumere latte.

### Organizzazione degli allevatori
Gli allevatori italiani sono associati sotto il nome di ANAFI. L'ANAFI è per statuto un'associazione senza fini di lucro con sede a Cremona. Le sue attività istituzionali sono: il processo selettivo della razza, la promozione, la valorizzazione e la diffusione della razza frisona italiana e dal 1999 della razza Jersey. L'Associazione nasce nel 1945 con la denominazione di "Associazione Allevatori di Bovini di razza Pezzata Nera Italiana" con i compiti di effettuare i controlli funzionali e di tenere il Libro Genealogico Nazionale. In seguito, nel 1957, diventa ANAFI, acronimo di Associazione Nazionale di Razza frisona Italiana. Ha l'incarico, assegnatole dall'allora Ministero dell'Agricoltura e Foreste, di gestire il "Libro Genealogico" della razza e di promuovere, attraverso l'attività deliberativa della Commissione Tecnica Centrale del Libro Genealogico, la selezione della razza stessa. Uno dei capostipiti della frisona italiana, il toro Carnation Producer, venne acquistato negli U.S.A. dall’allevamento della Bonifica Torre in Pietra.

### Libro Genealogico
Il Libro Genealogico rappresenta lo strumento per la selezione ai fini del miglioramento della razza frisona Italiana, ed ha la finalità di indirizzare sul piano tecnico, con particolare riguardo alla determinazione delle qualità genetiche dei riproduttori, l'attività di selezione e produzione in seno alla razza, promuovendone nel contempo la valorizzazione economica. Esso mira alla conservazione della popolazione bovina di razza frisona Italiana, geneticamente distinta, definendone sul piano tecnico i criteri di miglioramento genetico.
L'adesione al Libro Genealogico da parte degli allevatori è volontaria.
Nel Libro Genealogico confluiscono tutti i dati dei Controlli Funzionali (anagrafici, riproduttivi e produttivi) e morfologici, riguardanti i soggetti iscritti che rappresentano la popolazione animale controllata.